# Lahovna
Lahovna – wieś w Słowenii, w gminie miejskiej Celje. W 2018 roku liczyła 122 mieszkańców. 